# 物真似
物真似（ものまね）とは、人間や動物の声や行動・状態などの真似をする芸能の形態の一つである。物真似には、物真似の対象、対象について構成された内的表象、物真似を行う主体の3つの要素があるといわれる。
物真似は投射元が実在する場合と実在しない場合の2つに大別される。投射元が実在する場合とは、実在の芸能人の物真似などで、投射元と投射先が異なる「異投射」である。投射元が実在しない場合とは、架空の店員など想像上の対象の物真似であり「虚投射」にあたる。

## 日本での文化

### 古代における物真似
人間がまだ国家や社会や文明を形成する前に、更には説話や民話、神話を語るより遥か前に、人間が空を飛ぶ鳥や大地を駆ける獣の鳴き声等を真似する事はあったと考えられる。つまり、様々な物の音や状態を真似するという行為は、人類で最も古い演芸、芸能とも考えられる。
また、他の行動や形態を模す遊びの分野にごっこ遊びという形態があり、古今東西の別なく子供の遊びの内にはロジェ・カイヨワが『遊びと人間』で指摘するところの「ミミクリ」（模倣）に相当する遊びが見出される。
日本書紀の火闌降命（ホストリノミコト、火須勢理命）が水に溺れる様子を演じたのが元祖とも言われる。

### 古典的な物真似
人や物の音声を真似る芸を、元来は声色遣い（こわいろづかい）と言った。声色は基本的に歌舞伎役者の舞台上の姿をまねるものであり（役者ものまね）、現在のように有名人ならばだれでもかれでもをまねたものではない（そもそもメディアが未発達な時代には、多くの人々が共通して認識していて物真似の題材となり得る存在は、唯一舞台役者だけだった）。
江戸後期から戦前まで、声色は脈々として受継がれ、寄席演芸の重要な演目であると同時に、銅鑼などの相方を用いた遊里の門付芸、お座敷遊びでの幇間芸としても愛されたが、単なる「声帯模写」や「ものまね」が登場したのちは徐々に下火になっていってしまった。片岡鶴太郎の師匠である片岡鶴八、屏風芸でも知られた「最後の幇間」悠玄亭玉介、「声のスタイルブック」と題してモダンな語り口で演じた桜井長一郎、齢80を越えて現役を貫いた「最後の名人」白山雅一が声色の名人として知られている。
以上のように人間を真似する芸のほかに、江戸時代から動物の鳴きまねという分野もあり、これは日本独自のものまねである。寄席演芸の一種で、猫や犬のような動物をはじめとして、虫の声、さまざまな鳥、など、いずれも真に迫って洗練された至芸と称するに足る。太平洋戦争後の芸人としては、三代目江戸家猫八（得意芸はネコ、ウグイス）、アダチ龍光（得意芸はおんどり）らが有名。
浮世物真似は人の身振りや動物の鳴き声など、日常を切り取ったものまね。
1809年には人や生き物のモノマネのマニュアル本の様な、腹筋逢夢石（はらすじおうむせき）という滑稽本が山東京伝と歌川豊国によって出版され、翌年には続編も刊行された。

### 声帯模写
昭和になり、声色を古川緑波が「声帯模写」とモダンに命名して再流行させた。これは人の仕種や物の動作などを真似ることを意味する寄席芸の「形態模写」のもじりである。
古くは役者や映画俳優の真似が多かったが、後には政治家の真似（吉田茂・田中角栄・大平正芳・福田赳夫など）が多く題材になった。その政治家も個性的なキャラクター自体が減ったこと、声色自体がテレビ時代になるとビジュアル面の派手さを欠く地味な芸ということもあって、衰退した。
また1970年代後半に登場してきたタモリが、単に表面的な声色や有名な発言をまねるのではなく、その人物（作家や文化人）の思考や思想のパターンから推察して「こういうことを言いそう」な話を繰り広げるという、新しいタイプのものまね芸を披露した。
類似の言葉で擬声語があるが、こちらは声帯模写とは異なり完全に音を真似るわけでは無い（例えば「犬がワンワン鳴く」と言った場合でも、実際はキャンキャン鳴く物も含む）。

### 外国語の物真似
外国語っぽく聞こえるデタラメをやって見せるという芸がある。日本でのでたらめ外国語の元祖と言われる藤村有弘をはじめ、タモリなどもやっているが、清水ミチコはイタリア語を関西弁で表現するという芸をもっていた。嘉門達夫は『シャンソン』という曲で、まごうことない日本語の単語だけで、フランス語っぽく聞かせている。
チャップリンは『モダン・タイムス』でフランス語のように聞こえるがどこの国の言葉でもない“ティティーナ”を歌った。また『独裁者』でヒトラーの演説のパロディをやはりデタラメなドイツ語風言語でやっている。このほか戦前の来日時にはインチキ日本語を披露したとの記録もある。なお、チャップリンの場合、無声映画が音声を持たなかったことが、逆に言葉の壁を越えられたとの認識から、トーキーが言葉の壁を作ると考え、それを打破すべくインチキ外国語を使ったとも言われる。
トニー谷の持ちネタには英語と日本語をごちゃまぜにした「レディース・エン・ジェントルメン・アンド・オトッツァン・アンドおっかさんの皆さん」がある（トニングリッシュ）。

### テレビにおける物真似芸
テレビ時代の1960年代後半から70年代にかけての「歌真似」は歌唱力の卓越した歌手が演じるのが一般的で、水原弘の勝新太郎、三田明の森進一・橋幸夫、美川憲一のピーター、森昌子の都はるみなど、『象印スターものまね大合戦』で数多くの物真似が披露された。声質の似た者を誰に物真似させるか、その仕掛人は、同番組のバックを務めていたバンド「東京パンチョス」のリーダー、チャーリー石黒であった。一方「声帯模写」の分野では数々の演芸番組で桜井長一郎、江戸家猫八、佐々木つとむといった名手たちが至芸を披露した。
1980年代以降、テレビでのビジュアルを意識し、本人に似せた派手な衣装や扮装でオーバーな演技・歌唱を見せる物真似スタイルが広まった。このような演出はテレビ放映を前提とした芸であり、従前の物真似とは本質的に異質なものとみるのが正確である。本人登場というお遊びもよく行われる他、内田裕也のモノマネの場合、本人ではなく安岡力也が登場するといったケースもある。
旧来の形態模写と一線を画したビジュアル面の物真似を広めたのはコロッケである。コロッケは漫才ブームに付随して起こったお笑いブームの時期にメジャーシーンに登場。主として人気歌手の物真似を行っていたが、当初は声（歌）は真似せず（バックに真似する歌手のレコード音声を流す）、徹底的に顔や振り付けや態度や服装といったビジュアル面の物真似を行って人気を博した。これは「歌手の真似イコール声帯模写」という旧来の概念を打ち破るもので（形態だけ真似することは邪道との声もあった）、コロッケのビジュアル物真似は他に大きな影響を与えたと言える。コロッケは後に声帯模写の技術も身に付けたが、初期にはステージでも全く話さない（生声を聞かせるとイメージが壊れる）という芸風だった。当時のコロッケが得意としたのはちあきなおみ、岩崎宏美、野口五郎といった歌手だが、いずれも本人の顔の表情や振り付けをオーバーにカリカチュアする（野口五郎のように鼻をほじるなど、おふざけに偏ることもあった）ことにより、本物のパフォーマンスよりコロッケの物真似の方が印象に残るような結果になっている。
よく真似された有名人は、男性だとビートたけし・アントニオ猪木・えなりかずき・大滝秀治・武田鉄矢・森進一・桑田佳祐・板東英二・平泉成など、女性だと浜崎あゆみ・仲間由紀恵・ローラなどである。芸能人の中でも、例えばビートたけしのように声質や話し方に特徴がある者や、デーモン閣下のように顔貌や衣装などの外見的特徴がある者など、もともとオーバーな特徴を持つ者を題材に用いることが多い。美川憲一はコロッケの物真似の題材にされたことで本人も人気を復活させ、コロッケに感謝の意を表したことがある。清水アキラとキンタロー。は元の人物とかけ離れ変な部分やオーバーなおふざけをしたり下ネタを入れる部分で本人やファンに嫌われる傾向が強く、淡谷のり子が下ネタに嫌悪感を表しているほか、松村邦洋も「モノマネ芸は素晴らしいが下ネタに力を入れすぎ」と評している。2000年代以降はコージー冨田・原口あきまさ等、有名人の口癖や出演作品のワンシーン等、場面を切り取ったモノマネを得意とするタレントが多くなっている。
また、武田鉄矢(三又又三)、萩原流行(神奈月)、浜田雅功(山本高広)、野村沙知代(上島竜兵)など本人からの評判はイマイチでも親族や友人が絶賛したため、受け入れた事例もある。

#### 風潮の変化
テレビ番組の世界ではかつて『そっくりショー』『スターに挑戦!!』、『象印スターものまね大合戦』などで著名歌手が歌まねをするレギュラー番組が数多く存在したが、2000年代頃からは主としてタレントがメインとなる春秋の期末・期首、並びに年末年始の特別番組が中心となっている。その中でも『ものまね王座決定戦』『爆笑そっくりものまね紅白歌合戦スペシャル』と『ものまねバトル』『ものまねグランプリ』はものまねを本業とするタレントはもとより、若手のお笑いタレントや歌手の参戦も多い。その中でも西尾夕紀や城之内早苗・大石まどか・水田竜子ら演歌歌手の台頭も目立ち、本職の演歌だけでなくポップスでも歌唱を見せている。
歌唱力のある歌手は物真似（声帯模写）も上手い例が多いが、かつては本職の歌手が歌真似をするのはお笑い芸人的で好ましくないという意識が存在していた。また有名歌手の持ち歌を、他の歌手が歌うことも好ましくないとされていた。例えば、若い頃の五木ひろしは非常に歌真似が上手いことで知られていたが、ヒット曲が出て大物歌手になってからは物真似を封印しているとされる。

#### 物真似の物真似
テレビによって物真似が世間一般に浸透したことにより、物まね芸人の真似（物真似の物真似）が氾濫した。古くは「田中角栄」、「森進一」等。現代では「タモリ」、「ビートたけし」等が定番である。「ダンカン!バカ野郎」や「髪切った?」は松村邦洋やコージー冨田の物真似を真似するという亜流であり、物真似をする場合、世間一般のみならずTVタレントやお笑い芸人まで広く行われている。
このような流れを作ったのは、頻繁にお笑い番組に出ていた時期（1980年代）の片岡鶴太郎だと思われる。鶴太郎の物真似は小森和子やフランソワーズ・モレシャンや浦辺粂子や八代目橘家圓蔵等の、個性が非常に強く分かりやすい人々をモチーフにすることが多い。
70年代以前にも、小松政夫による淀川長治など、ビジュアル面まで重視した物真似は存在したのだが、他者がそれを真似するという現象はあまり見られなかった。芸人によるパターン化された物真似を他者が真似するという風潮は80年代以降のものと見られる。
1980年代中盤には「こんにちは、桜田淳子です」という物真似が流行ったことがある。同様の例では「こんにちは、カッシワバラよしえ（柏原芳恵）です」というものもあった。
モノマネされて嬉しがる人もおり、デーモン閣下は本人と共演した際に、山口智充や神奈月のネタを披露しているほか、坂田利夫は清水アキラと同じ格好で出演し、「ええ番組」と語っている。

#### マニアックものまね
上記のような状況があるため、小堺一機・関根勤の様に元となる音声・映像が存在しない人物（マシュー・ペリー等）のモノマネや、『とんねるずのみなさんのおかげでした』内コーナー「博士と助手〜細かすぎて伝わらないモノマネ選手権〜」のように、よりオリジナリティのあるマニアックなものまねを追求する傾向にある。

### “一般人モノマネ”
以上のような主流派の物真似とは別に、有名人ではない「どこにでもいそうな一般人」を模写の対象とする、「一般人モノマネ」などと呼ばれるジャンルも存在している。
こうしたジャンルにおいては、特定の声色や個人的特徴ではなく、さまざまな市井の人々の“ありがち”な喋り方、表情、しぐさなどが模写芸の対象となる。そうして「こういう人いるよねえ」といった既視感を誘ったり、ときには「こういう人っていつも〜なんだろうなあ」といった背景事情や周囲の人とのやりとりまでもを想像させ、共感やおかしみをしみじみと醸し出す芸である。
演者によっては、小学生から高齢者まで老若男女あらゆるタイプの人々の喋り方やしぐさを一人で演じ分けてみせるような者もあり、そうした「名人芸」を堪能できるのも、このジャンルの魅力のひとつとなっている。
このジャンルはテレビでの露出が少ない。たとえば前出「細かすぎて伝わらないモノマネ選手権」などは数少ないテレビ出演の場のひとつであるが、これは数秒から数十秒以内の尺で演じきる小コーナーであり、本格的な芸を演じることは難しい。
そうした背景から以前は劇場などでたまに見られる芸に過ぎなかったが、SNSの興隆とともにネット上に活躍の場が広がり、現在ではYouTubeやTikTok、Instagram等で人気を博している演者が少なくない。著名な演者としてスクールゾーンやたつろうを挙げることができる。

### 物真似のエンターテインメント化
物真似はテレビと併行して、ショーなどの興行でも披露されてきた。現在は全国に数多くのものまねショーパブが存在する。ショーパブとしては、頻繁にテレビや雑誌等のメディアに取り上げられている関係上、東京都新宿区で1992年から20年以上に渡って営業しているそっくり館キサラが有名で、コージー冨田、原口あきまさ、ホリ、はなわ、オードリー、ヒロシ、長井秀和など多くの有名タレントを輩出している。その他には、1999年2月、ものまねエンターテイメントハウスものまねエンターテイメントハウスSTAR（東京都港区）がオープンし所属ものまねタレントによるライブ興行が毎夜（日曜日を除く）行われている。
他にも麒麟のボケ担当川島明など、芸人などでも声帯模写ができる人が増えている。

### 物真似番組
- ものまね王座決定戦（フジテレビ、1973年-）
- 爆笑そっくりものまね紅白歌合戦スペシャル（フジテレビ、2000年-）
- ものまねバトル（日本テレビ、1994-09年）
- ものまねグランプリ（日本テレビ、2009-23年）
- 爆笑!ものまねウォーズ（TBS、2010-2年）
- ものまねランキング（テレビ東京）

## 欧米での文化

### コンテスト
英語のLook-alike（ルック・アライク）はそっくりさん（似ている人）という意味である。アメリカではそっくりさんコンテストの優勝者がものまね芸人になっている例がある。
また著名人のそっくりコンテストが恒例行事になっていることもある。フロリダ州キーウエストでは毎年7月21日にヘミングウェー・デイズ・フェスティバルが開かれ、そのイベントの一環でアーネスト・ヘミングウェーのそっくりさんコンテストが開催されている。
フランスでは、豚や鹿の鳴きまねの大会が行われる。

### 法的な扱い
アメリカでは有名人の実演の模倣について訴訟になるケースも多い。
アメリカでは有名人のものまねや歌まねがパブリシティ権によって保護されるか、州によって扱いが異なり、裁判所は一般に慎重な対応をとってきたといわれている。ものまねや歌まねとパブリシティ権の問題には、第一にアメリカの制定法にものまねや歌まねを保護の対象と明記するものがないこと、パブリシティ権の保護が連邦著作権法に抵触するおそれがあること（専占の問題）といった問題がある。このほか不正競争に関連して各州法のコモン・ローや制定法、連邦法のランハム法が問題になることがあり、例えばランハム法では有名ミュージシャンの歌声や有名俳優の後姿も本人を識別できるほど特徴的なものであれば保護の対象になると解釈されている。
広告業界ではかつて有名人の歌まねを利用したものも多かったが、エンターテイメントの中心地であるカリフォルニア州を管轄する第9巡回区連邦控訴裁判所のミドラー判決やウェイツ判決は大きな衝撃を与えたといわれている。
- ミドラー判決（1988年） - 1985年、自動車広告にベット・ミドラーの「Do You Want To Dance」を使用しようとしたところ許諾が下りなかったため、バックボーカルとして10年間活動していた歌手にそっくりに歌唱してもらいテレビ・コマーシャルに使用したことに対して、原告がランハム法上の不正競争にあたりパブリシティ権を侵害するとして訴訟となったものである[7]。第9巡回区連邦控訴裁判所は、被告の行為はランハム法違反にはあたらないが、カリフォルニア州法に違反するとして不法行為を認めた[7]。ミドラー判決は有名人の歌唱の模倣に初めて法的責任を認めた判決として、アメリカのロースクールの教科書に掲載されるほど有名な判例となった[7]。
- ウェイツ判決（1992年） - 1988年、食品の新商品の広告にトム・ウェイツの「Step Right Up」を使用し、別の歌手にそっくりに歌唱してもらったものをラジオ・コマーシャルに使用したことに対して、原告がカリフォルニア州法違反とランハム法違反に該当するとして訴訟になったものである[7]。ウェイツ判決は被告のパブリシティ権侵害を認め、ランハム法の適用は原告が不法行為をしていると主張する者と競業関係にある必要はない（競業関係がなくても商業的に損害を受ける）との判決を下した[7]。

## 関連文献
- 石井公成『＜ものまね＞の歴史 仏教・笑い・芸能』吉川弘文館、2017年。ISBN 9784642058483